# Roetkluifzwam
De roetkluifzwam (Helvella atra) is een schimmel uit de familie Helvellaceae. Hij leeft saprotroof (?), in loofbossen op humeus voedselrijk zand en leem.

## Kenmerken

### Uiterlijke kenmerken
Deze soort is zeer variabel in grootte. Vruchtlichamen tot 8 cm hoog, bestaande uit een zadelvormige hoed en een steel. De hoed heeft een diameter van 0,5 tot 3 cm, een hoogte van 0,5 tot 2 cm en bestaat meestal uit twee naar boven gedraaide lobben. Hun vruchtbare (hymenale) buitenoppervlak is grijsbruin of zwart, het steriele binnenoppervlak is iets lichter. De steel heeft een diameter van 3 tot 8 mm, is aan de basis iets verdikt, 4 tot 8 cm lang, grijsbruin, meestal met veel ondiepe groeven.

### Microscopische kenmerken
De asci zijn 8-sporig en meten 250 x 17 μm. De parafysen zijn cilindrisch, 4-7,5 μm in diameter, licht gezwollen aan de toppen. De ascosporen zijn ellipsvormig, glad, glasachti en meten 16–19 x 10–13 μm.

## Ecologie
Hij komt voor op de grond en op verrot hout. Hij komt voor in bossen, is een saprotroof, maar wellicht vormt hij bij bomen ook mycorrhiza. De roetkluifzwam is een oneetbare en mogelijk zelfs giftige paddenstoel.

## Verspreiding
De roetkluifzwam komt voor in Noord-Amerika, Europa en Azië. De soort is wijd verspreid in Europa en er zijn vele plaatsen gerapporteerd, van de Middellandse Zee tot de Spitsbergen-archipel in de Noordelijke IJszee. In Nederland komt de roetkluifzwam vrij algemeen voor. Hij staat op de rode lijst in de categorie 'Gevoelig'.